# 第64回英国アカデミー賞
第64回英国アカデミー賞（だい64かいえいこくアカデミーしょう）は、2010年の映画を対象としており、2011年1月18日に候補が発表され、2月13日に結果が発表された。『英国王のスピーチ』が最多となる14部門で候補になり、作品賞を含む7部門を受賞した。

## 受賞とノミネート一覧
太字は受賞

### フェローシップ賞
- クリストファー・リー

### 作品賞
- 『英国王のスピーチ』
  - 『ブラック・スワン』
  - 『インセプション』
  - 『ソーシャル・ネットワーク』
  - 『トゥルー・グリット』

### 主演男優賞
- コリン・ファース - 『英国王のスピーチ』
  - ハビエル・バルデム - 『ビューティフル BIUTIFUL』
  - ジェフ・ブリッジス - 『トゥルー・グリット』
  - ジェシー・アイゼンバーグ - 『ソーシャル・ネットワーク』
  - ジェームズ・フランコ - 『127時間』

### 主演女優賞
- ナタリー・ポートマン - 『ブラック・スワン』
  - アネット・ベニング - 『キッズ・オールライト』
  - ジュリアン・ムーア - 『キッズ・オールライト』
  - ノオミ・ラパス - 『ミレニアム ドラゴン・タトゥーの女』
  - ヘイリー・スタインフェルド - 『トゥルー・グリット』

### 脚色賞
- アーロン・ソーキン - 『ソーシャル・ネットワーク』
  - ダニー・ボイル、サイモン・ボーファイ - 『127時間』
  - ニコライ・アーセル、ラスマス・ヘイスターバング - 『ミレニアム ドラゴン・タトゥーの女』
  - マイケル・アーント - 『トイ・ストーリー3』
  - コーエン兄弟 - 『トゥルー・グリット』

### アニメ映画賞
- 『トイ・ストーリー3』 - リー・アンクリッチ
  - 『怪盗グルーの月泥棒 3D』 - ピエール・コフィン、クリス・ルノー
  - 『ヒックとドラゴン』 - クリス・サンダース、ディーン・デュボア

### 撮影賞
- ロジャー・ディーキンス - 『トゥルー・グリット』
  - アンソニー・ドッド・マントル、エンリケ・シャディアック - 『127時間』
  - マシュー・リバティーク - 『ブラック・スワン』
  - ウォーリー・フィスター - 『インセプション』
  - ダニー・コーエン - 『英国王のスピーチ』

### 衣裳デザイン賞
- コリーン・アトウッド - 『アリス・イン・ワンダーランド』
  - エイミー・ウェストコット - 『ブラック・スワン』
  - ジェニー・ビーヴァン - 『英国王のスピーチ』
  - ルイーズ・スターンスワード -『ファクトリー・ウーマン（英語版）』
  - メアリー・ゾフレス - 『トゥルー・グリット』

### 監督賞
- デヴィッド・フィンチャー - 『ソーシャル・ネットワーク』
  - ダニー・ボイル - 『127時間』
  - ダーレン・アロノフスキー - 『ブラック・スワン』
  - クリストファー・ノーラン - 『インセプション』
  - トム・フーパー - 『英国王のスピーチ』

### 編集賞
- アンガス・ウォール、カーク・バクスター - 『ソーシャル・ネットワーク』
  - ジョン・ハリス - 『127時間』
  - アンドリュー・ワイスブラム - 『ブラック・スワン』
  - リー・スミス - 『インセプション』
  - タリク・アンウォー - 『英国王のスピーチ』

### 外国語映画賞
- 『ミレニアム ドラゴン・タトゥーの女』 -  スウェーデン/ デンマーク
  - 『ビューティフル BIUTIFUL』 -  メキシコ
  - 『ミラノ、愛に生きる』 -  イタリア
  - 『神々と男たち』 -  フランス
  - 『瞳の奥の秘密』 -  アルゼンチン

### メイクアップ賞
- ヴァリ・オライリー、ポール・グーチ - 『アリス・イン・ワンダーランド』
  - ジュディ・シン、Geordie Sheffer - 『ブラック・スワン』
  - アマンダ・ナイト、Lisa Tomblin - 『ハリー・ポッターと死の秘宝 PART1』
  - Frances Hannon - 『英国王のスピーチ』
  - リジー・ヤンニ・ジョルジュ -『ファクトリー・ウーマン（英語版）』

### 作曲賞
- アレクサンドル・デプラ - 『英国王のスピーチ』
  - A・R・ラフマーン - 『127時間』
  - ダニー・エルフマン - 『アリス・イン・ワンダーランド』
  - ジョン・パウエル - 『ヒックとドラゴン』
  - ハンス・ジマー - 『インセプション』

### オリジナル脚本賞
- デヴィッド・サイドラー - 『英国王のスピーチ』
  - マーク・ハイマン、アンドレス・ハインツ、ジョン・J・マクローリン - 『ブラック・スワン』
  - スコット・シルヴァー、ポール・タマシー、エリック・ジョンソン - 『ザ・ファイター』
  - クリストファー・ノーラン - 『インセプション』
  - リサ・チョロデンコ、スチュアート・ブルムバーグ - 『キッズ・オールライト』

### 美術賞
- ガイ・ヘンドリックス・ディアス、ラリー・ディアス、ダグ・モワット - 『インセプション』
  - ロバート・ストロンバーグ、カレン・オハラ - 『アリス・イン・ワンダーランド』
  - テレーズ・デプレス、トラ・ピーターソン - 『ブラック・スワン』
  - イヴ・スチュアート、ジュディ・ファー - 『英国王のスピーチ』
  - ジェス・ゴンコール、Nancy Haigh - 『トゥルー・グリット』

### 視覚効果賞
- クリス・コーボールド、ポール・フランクリン、アンドリュー・ロックリー、ピーター・ベッブ  - 『インセプション』
  - 『アリス・イン・ワンダーランド』
  - ダン・シュレッカー - 『ブラック・スワン』
  - ティム・バーク（英語版）、ジョン・リチャードソン、Nicolas Ait'Hadi、クリスチャン・マンツ - 『ハリー・ポッターと死の秘宝 PART1』
  - グイド・クアローニ、マイケル・フォン、デヴィッド・リュウ -  『トイ・ストーリー3』

### 短編アニメ賞
- The Eagleman Stag - Michael Please
  - Matter Fisher - David Prosser
  - Thursday - Matthias Hoegg

### 短編作品賞
- Paul Wright、Poss Kondeatis - Until The River Runs Red
  - Samuel Abrahams、Beau Gordon - Connect
  - Piers Thompson、Simon Hessel - Lin
  - マイケル・ピアース、ロス・マッケンジー - Rite
  - Karni Arieli、Saul Freed、Alison Sterling、Kat Armour-Brown - Turning

### 音響賞
- リチャード・キング、ローラ・ハーシュバーグ（英語版）、ゲイリー・リッツオ、エド・ノヴィック - 『インセプション』
  - Glenn Freemantle、イアン・タップ（英語版）、リチャード・プライク（英語版）、Steven C Laneri、Douglas Cameron - 『127時間』
  - ケン・イシイ、Craig Henighan、Dominick Tavella - 『ブラック・スワン』
  - ジョン・ミッドグレイ（英語版）、Lee Walpole、ポール・ハンブリン（英語版） - 『英国王のスピーチ』
  - スキップ・リーヴセイ、クレイグ・バーキー（英語版）、グレッグ・オルロフ、ピーター・カーランド（英語版）、Douglas Axtell - 『トゥルー・グリット』

### 助演男優賞
- ジェフリー・ラッシュ - 『英国王のスピーチ』
  - クリスチャン・ベール - 『ザ・ファイター』
  - アンドリュー・ガーフィールド - 『ソーシャル・ネットワーク』
  - ピート・ポスルスウェイト - 『ザ・タウン』
  - マーク・ラファロ - 『キッズ・オールライト』

### 助演女優賞
- ヘレナ・ボナム＝カーター - 『英国王のスピーチ』
  - エイミー・アダムス - 『ザ・ファイター』
  - バーバラ・ハーシー - 『ブラック・スワン』
  - レスリー・マンヴィル - 『家族の庭』
  - ミランダ・リチャードソン -『ファクトリー・ウーマン（英語版）』

### 英国映画貢献賞
- 映画『ハリー・ポッター』シリーズ

### ライジング・スター賞
- トム・ハーディ
  - ジェマ・アータートン
  - アーロン・ジョンソン
  - エマ・ストーン
  - アンドリュー・ガーフィールド

### 英国作品賞
- 『英国王のスピーチ』
  - 『127時間』
  - 『家族の庭』
  - Four Lions
  - 『ファクトリー・ウーマン（英語版）』

### 新人賞
- クリス・モリス（監督・脚本） - Four Lions
  - クリオ・バーナード（監督）、T・オリオーダン（製作） - The Arbor
  - バンクシー（監督）、Jaimie D’Cruzr（製作） - 『イグジット・スルー・ザ・ギフトショップ』
  - ギャレス・エドワーズ（監督・脚本） - 『モンスターズ/地球外生命体』
  - ニック・ホイットフィールド（監督・脚本） - Skeletons